# Лвея (денежная единица)
Лвея (порт. lwei) — разменная денежная единица Анголы (1⁄100 ангольской кванзы). Введена в результате денежной реформы 8 января 1977 года и в момент введения была равна ангольскому сентаво, который сменила в обращении.
Отменена в результате денежной реформы 13 декабря 1999 года, в ходе которой разменной денежной единицей стало сентимо.
Название предположительно происходит от наименования реки Лвея — притока реки Кванза.

## Монеты[2]
| Номинал | Год                     | Металл      | Диаметр (мм) | Вес (г) | Гурт     | Аверс | Реверс | Изображение | Монетный двор |
| ------- | ----------------------- | ----------- | ------------ | ------- | -------- | ----- | ------ | ----------- | ------------- |
| 50 лвей | 1977 (без даты чеканки) | Медь—никель |              |         | рубчатый |       |        | внешнее     |               |
| 50 лвей | 1979                    | Медь—никель | 16 мм        |         | рубчатый |       |        | внешнее     |               |